# Godolphin Racing

Godolphin Racings tävlingsfärger.

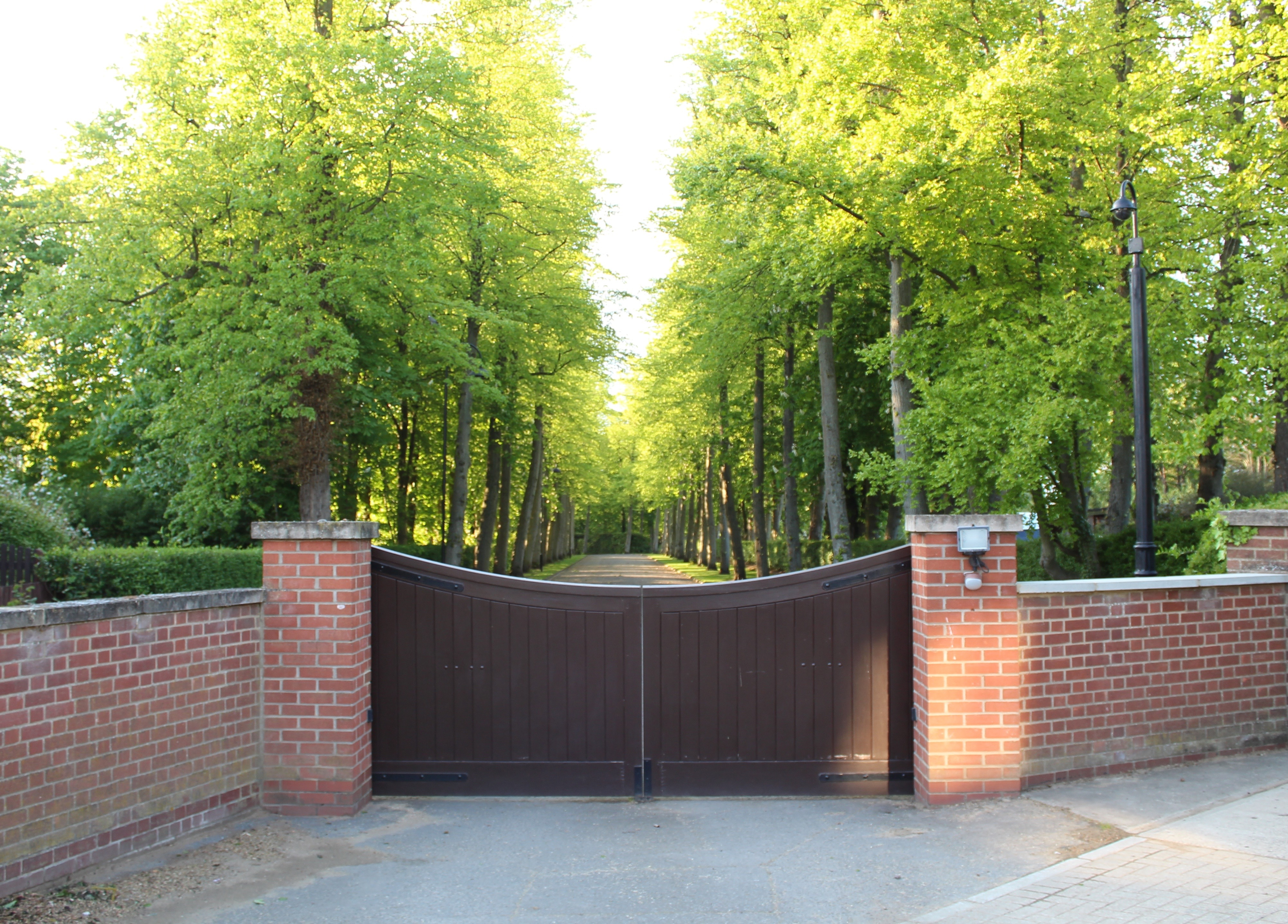
Godolphin Stables i Newmarket, Storbritannien.

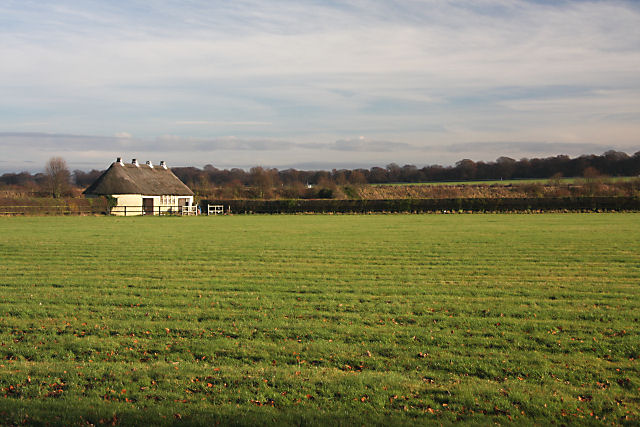
Vy över Godolphin Stables.

Godolphin (arabiska: جودلفين) är familjen Maktoums privata stall för galopphästar. Stallet är uppkallat efter Godolphin Arabian, som kom att bli en av tre stamfäder till det Engelska fullblodet.
Godolphin Arabian är begravd vid Wandlebury Park i Cambridge, där det finns en minnessten till hans minne.
Godolphins huvudkontor ligger i Dubai i Förenade Arabemiraten. De driver två häststall i Newmarket, Storbritannien, två i Sydney, Australien, ett i Melbourne, Australien, och har också hästar i träning hos mindre tränare i Storbritannien, Australien, Frankrike, Japan, USA och Irland. Ägare till Godolphin Racing är Sheikh Mohammed bin Rashid Al Maktoum.
Familjens avelsgren, Darley Stud, namngavs för att hedra en annan av de tre ursprungliga fullblodshingstarna, Darley Arabian. Darley Stud föder upp hästar i Australien, Frankrike, Irland, Japan, Storbritannien och USA.
Godolphin har vunnit över 5 000 löp över hela världen och många utmärkelser sedan starten 1992, och tog sin 5 000:e seger i augusti 2018. De mest framgångsrika åren är 2015 (650 segrar), 2017 (607 segrar), 2016 (597 segrar) och 2014 (361 segrar).

## Historia
Godolphins första häst och segrare var Cutwater i Nad Al Sheba, Dubai den 24 december 1992. Godolphins internationella verksamhet inleddes 1994.
Godolphins verksamhet är baserad i Al Quoz i Dubai och i Newmarket, Storbritannien, på Godolphin Stables (tidigare Stanley House Stables, byggt 1903 av Frederick Stanley, 16th Earl of Derby ) och den historiska Moulton Paddocks. Godolphin har också tre stall i Australien, två i Sydney och ett i Melbourne.
Hittills har Godolphin vunnit totalt 288 grupp 1-löp världen över. Godolphin tog sin 100:e grupp 1-seger med Sulamani i Arlington Million 2003. Hunter's Light, tränad av Saeed bin Suroor och riden av Silvestre de Sousa, tog Godolphins 200:e seger i ett grupp 1-löp då han segrade i Al Maktoum Challenge R3 den 9 mars 2013.

## Personal
Godolphin har tre huvudsakliga tränare; Saeed bin Suroor (Storbritannien och Förenade Arabemiraten), Charlie Appleby (Storbritannien och Förenade Arabemiraten) och James Cummings (Australien).
Stallet använder oftast tre huvudsakliga jockeys; William Buick, James Doyle och Mickael Barzalona.
År 2013 lämnade stalljockeyn Frankie Dettori stallet. Samma år avslöjade British Horseracing Authority att Godolphintränaren Mahmood Al Zarooni hade anklagats för dopning efter att 15 hästar som han tränat testats positivt för anabola steroider. Al Zarooni avskedades omedelbart, och alla 15 hästar fick senare tävla igen.